# Erneuerbare Energien in der Europäischen Union
| n. a. <5 % 5–10% | 10–20% 20–30% 30–40% | 40–50% 50–60% >60 % |

Anteil der erneuerbaren Energien am Bruttoendenergieverbrauch in ausgewählten europäischen Ländern (2023)

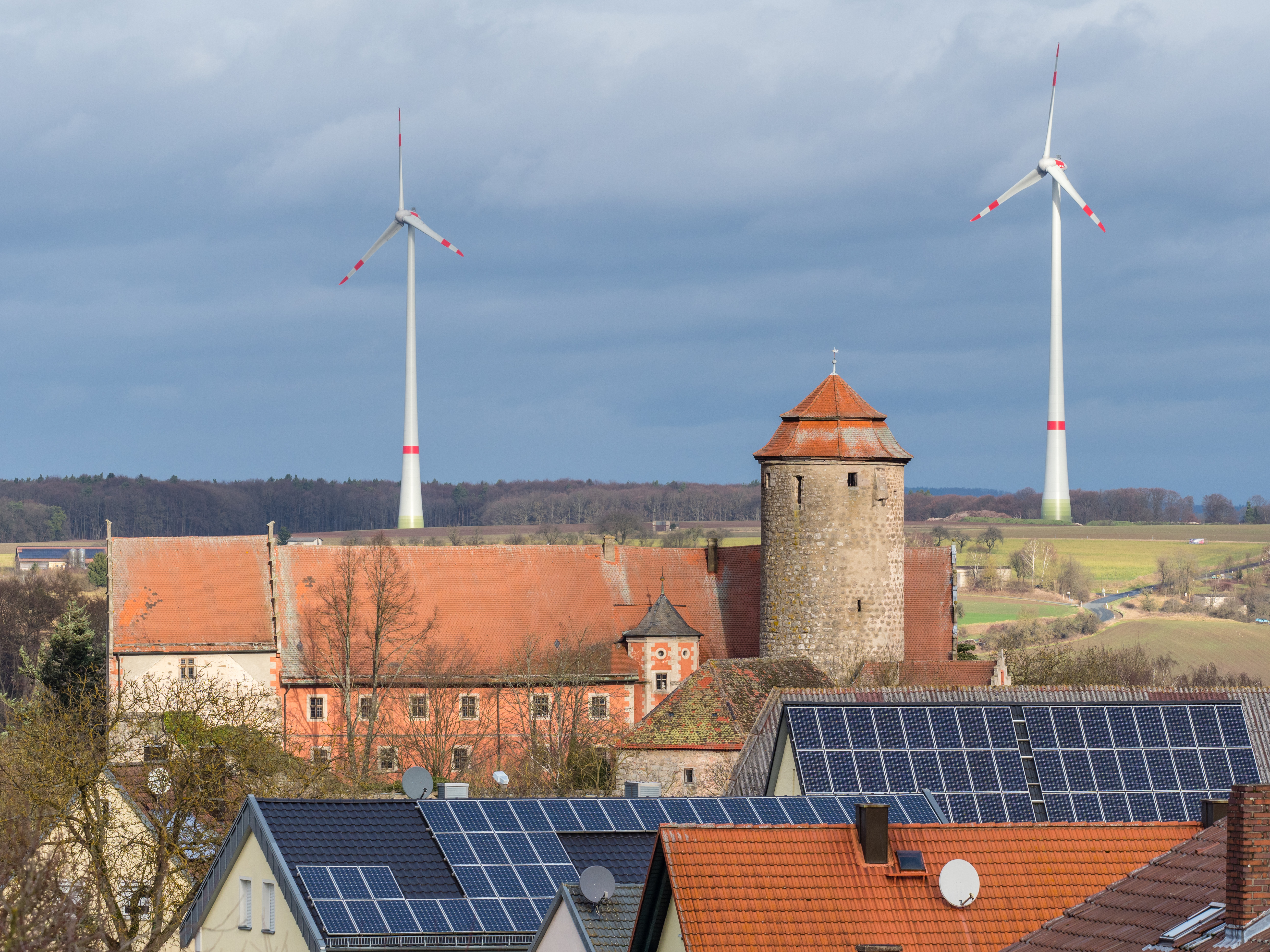
Windräder und Solarmodule in Lisberg in Deutschland

Erneuerbare Energien in der Europäischen Union spielen eine wichtige und wachsende Rolle im Energiesystem der Länder und der Europäischen Union. Der Anteil von Energie aus erneuerbaren Quellen am Bruttoendenergieverbrauch lag 2023 bei 24,5 %. Das ist etwa drei Mal so hoch wie der Anteil im Jahr 2004 mit 8,5 %.
Der Anteil der erneuerbaren Quellen am Bruttoendenergieverbrauch ist in allen Mitgliedsstaaten seit 2004 gewachsen. Führender Staat war Schweden mit einem Anteil von fast zwei Dritteln (66,4 %) der Energie aus erneuerbaren Quellen am Bruttoendenergieverbrauch im Jahr 2023, gefolgt von Finnland (50,8 %), Dänemark (44,4 %), Lettland (43,2 %) und Estland (41,0 %). Den geringsten Anteil an erneuerbaren Energien verzeichneten 2023 Luxemburg (14,4 %), Belgien (14,7 %), Malta (15,1 %) und Irland (15,3 %).

## Politik der Europäischen Union
Der 1992 unterzeichnete Vertrag von Maastricht setzte das Ziel, stabiles Wachstum zu fördern und gleichzeitig die Umwelt zu schützen. Der Amsterdamer Vertrag von 1997 fügte das Prinzip der nachhaltigen Entwicklung zu den Zielen der EU hinzu. Seit 1997 arbeitet die EU auf eine Versorgung mit erneuerbaren Energien hin, die bis zum Jahr 2010 12 % des gesamten Energieverbrauchs der EU entspricht.
Auf der Europäischen Konferenz für Erneuerbare Energien in Berlin im Jahr 2004 hat die EU eigene ehrgeizige Ziele definiert. Die Schlussfolgerung war, dass die EU bis 2020 versuchen würde, 20 % ihres Gesamtenergiebedarfs mit erneuerbaren Energiequellen zu decken. Bis zu diesem Zeitpunkt hatte die EU nur Ziele bis zum Jahr 2010 festgelegt, und dieser Vorschlag war der erste, der die Verpflichtung der EU bis 2020 darstellte.

### Richtlinien und Ziele für erneuerbare Energien
Im Jahr 2009 wurden mit der Erneuerbare-Energien-Richtlinie verbindliche Ziele für alle EU-Mitgliedstaaten festgelegt, so dass die EU bis 2020 einen Anteil von 20 % an Energie aus erneuerbaren Quellen und einen Anteil von 10 % an erneuerbaren Energien speziell im Verkehrssektor erreichen wird. Bis 2014 erreichte die EU einen Anteil von 16 % an Energie aus erneuerbaren Quellen, wobei neun Mitgliedsstaaten ihre Ziele für 2020 bereits erreicht hatten. Bis 2023 stieg dieser Wert auf 24,5 %, wobei alle Mitgliedsstaaten die 2020-Ziele erreicht haben.
Gemäß Artikel 4 der Erneuerbare-Energien-Richtlinie mussten die Mitgliedsstaaten bis zum 30. Juni 2010 nationale Aktionspläne für erneuerbare Energien vorlegen. Diese Pläne, die gemäß der von der Kommission veröffentlichten Vorlage zu erstellen sind, enthalten detaillierte Fahrpläne, wie jeder Mitgliedstaat sein rechtlich verbindliches Ziel für den Anteil erneuerbarer Energien am Endenergieverbrauch bis 2020 erreichen will. Die Mitgliedstaaten müssen die sektoralen Ziele, den erwarteten Technologiemix, den zu verfolgenden Kurs sowie die Maßnahmen und Reformen darlegen, die sie zur Überwindung der Hindernisse beim Ausbau der erneuerbaren Energien ergreifen werden. Die Pläne werden von der Europäischen Kommission nach Erhalt in der Originalsprache veröffentlicht, so dass sie von der Öffentlichkeit eingesehen werden können. Die Kommission wird sie bewerten und ihre Vollständigkeit und Glaubwürdigkeit einschätzen. Parallel dazu werden die Pläne auch ins Englische übersetzt. Darüber hinaus wurde das Energieforschungszentrum der Niederlande von der Europäischen Umweltagentur beauftragt, eine externe Datenbank und einen quantitativen Bericht über die bisher eingegangenen Berichte zu erstellen.
Im Jahr 2014 wurden die Verhandlungen über die Energie- und Klimaziele der EU bis 2030 aufgenommen. Während sieben mittel- und osteuropäische Mitgliedsstaaten ihre 2020-Ziele bis 2016 bereits erreicht hatten (unter den elf EU-weiten), werden einige wenige andere wahrscheinlich versuchen, den Transformationsprozess zu verlangsamen. Die wichtigsten Teile der Vereinbarung über die Ziele der Europäischen Union für erneuerbare Energien im Jahr 2014 sind so, wie sie von einem Shell-Lobbyisten im Oktober 2011 vorgeschlagen wurden. Shell ist der sechstgrößte Lobbyist in Brüssel und gibt zwischen 4,25 und 4,5 Millionen Euro pro Jahr für die Lobbyarbeit bei den EU-Institutionen aus. Die Vereinbarung enthält keine verbindlichen Ziele für die Mitgliedsstaaten in Bezug auf Energieeffizienz oder erneuerbare Energien.
Die Strategie Europa 2020 beinhaltete das Ziel, 20 % des Bruttoendenergieverbrauchs aus erneuerbaren Quellen bis 2020. Am 30. November 2016 legte die Kommission zunächst einen Vorschlag für eine überarbeitete Erneuerbare-Energien-Richtlinie vor, um sicherzustellen, dass das Ziel eines Anteils von mindestens 27 % erneuerbarer Energien am Endenergieverbrauch in der EU bis 2030 erreicht wird, und um zu gewährleisten, dass die EU bei erneuerbaren Energien weltweit führend ist. 2018 wurde das Ziel auf mindestens 32 % bis 2030 aktualisiert. Im September 2023 wurde dieses Ziel erneut auf 42,5 % angehoben, während die EU-Mitgliedstaaten ermutigt werden, einen Anteil von 45 % anzustreben. Diese Zahlen basieren auf dem Energieverbrauch in all seinen Formen in allen drei Hauptsektoren, dem Heiz- und Kühlsektor, dem Stromsektor und dem Transportsektor. Die Förderung der Nutzung erneuerbarer Energiequellen ist sowohl für die Verringerung der Energieabhängigkeit der EU als auch für die Erfüllung der Ziele zur Bekämpfung der globalen Erwärmung wichtig.

### Verbindung zur Klimapolitik
Der Europäische Grüne Deal wurde 2019 von der Europäischen Kommission vorgestellt. Das Konzept hat das Ziel, bis 2050 in der Europäischen Union die Netto-Emissionen von Treibhausgasen auf null zu reduzieren und klimaneutral zu werden. Der Green Deal soll zentraler Bestandteil der Klimapolitik der Europäischen Union werden. 75 % der Treibhausgasemissionen der EU entstehen durch die Erzeugung und den Verbrauch von Energie in allen Wirtschaftszweigen. Ein Energiesektor, der sich weitgehend auf erneuerbare Energiequellen stützt sowie ein Ausstieg aus der Kohle und die Dekarbonisierung von Gas können diese Emissionen reduzieren.
Vielen energiepolitischen Vorschlägen der EU liegt das Ziel zugrunde, die globalen Temperaturveränderungen und damit die Folgen der globalen Erwärmung in Europa zu minimieren. Ziel ist es auf nicht mehr als 2 °C über dem vorindustriellen Niveau zu begrenzen, wovon 0,8 °C bereits stattgefunden haben und weitere 0,5–0,7 °C (für eine Gesamterwärmung von 1,3–1,5 °C) bereits zugesagt sind. 2 °C wird üblicherweise als obere Temperaturgrenze angesehen, um eine „gefährliche globale Erwärmung“ zu vermeiden. Allerdings haben einige Wissenschaftler, wie z. B. Kevin Anderson, Professor für Energie und Klimawandel an der School of Mechanical, Aeronautical and Civil Engineering der Universität Manchester und ehemaliger Direktor des Tyndall Centre, argumentiert, dass 1 °C ein genauerer Schwellenwert für einen „gefährlichen“ Klimawandel ist, um mit der Wissenschaft übereinzustimmen.

### Initiativen
Zu den EU-Initiativen für Erneuerbare Energien und Energieeffizienz gehören:
- BUILD UP
- Der Konvent der Bürgermeister ist ein kooperatives Netzwerk von Bürgermeistern und lokalen Behörden, die an der Umsetzung von Energieinitiativen arbeiten.
- Sustainable Energy Europe Campaign
- CONCERTO
- ManagEnergy
- Intelligent Energy – Europe (IEE)
- U4energy ist eine im Rahmen des IEE-Programms geförderte Initiative zur Verbesserung des Energieverbrauchs in Schulen und ihren lokalen Gemeinschaften.
- Eco-innovation

## Statistiken
| Land                   | 2004 | EU-Ziel 2020 | 2023        |
| ---------------------- | ---- | ------------ | ----------- |
| Europäische Union      | 8,5  | 20           | 24,5        |
| Albanien               | 29,6 | -            | 46,6        |
| Belgien                | 1,9  | 13           | 14,7        |
| Bulgarien              | 9,2  | 16           | 22,5        |
| Dänemark               | 14,5 | 30           | 44,4        |
| Deutschland            | 5,8  | 18           | 21,5        |
| Estland                | 18,4 | 25           | 41,0        |
| Finnland               | 29,2 | 38           | 50,8        |
| Frankreich             | 9,4  | 23           | 22,3        |
| Griechenland           | 6,9  | 18           | 25,3        |
| Irland                 | 2,4  | 16           | 15,3        |
| Island                 | 58,8 | -            | 79,5 (2022) |
| Italien                | 6,3  | 17           | 19,6        |
| Kosovo                 | 20,5 | -            | 18,8 (2022) |
| Kroatien               | 23,5 | 20           | 28,1        |
| Lettland               | 32,8 | 40           | 43,2        |
| Litauen                | 17,2 | 23           | 31,9        |
| Luxemburg              | 0,9  | 11           | 14,4        |
| Malta                  | 0,1  | 10           | 15,1        |
| Niederlande            | 2,1  | 14           | 17,2        |
| Österreich             | 23,3 | 34           | 40,8        |
| Polen                  | 6,9  | 15           | 16,6        |
| Portugal               | 19,2 | 31           | 35,2        |
| Rumänien               | 17,0 | 24           | 25,8        |
| Schweden               | 38,7 | 49           | 66,4        |
| Slowakei               | 6,4  | 14           | 17,0        |
| Slowenien              | 16,1 | 25           | 25,1        |
| Spanien                | 8,3  | 20           | 24,9        |
| Tschechien             | 5,9  | 13           | 18,6        |
| Ungarn                 | 4,4  | 13           | 17,1        |
| Vereinigtes Königreich | 1,2  | 15           | -           |
| Zypern                 | 3,1  | 13           | 20,2        |

Im Jahr 2013 lag der Anteil der erneuerbaren Energien am Bruttoendenergieverbrauch in den EU-28-Staaten bei 15,0 %. Seit 2004, dem ersten Jahr, für das europaweit Daten vorliegen, ist der Anteil in allen EU-Staaten im Steigen begriffen. Im Jahr 2023 deckten die EU-27-Staaten bis zu 24,5 % des Bruttoendenergieverbrauchs aus erneuerbaren Quellen. Der höchste Anteil wurde mit 66,4 % in Schweden erreicht, es folgen Finnland (50,8 %) und Dänemark (44,4 %). Das größte Wachstum wiesen Schweden, Dänemark, Estland, Griechenland und Spanien auf.
Im Zeitraum 1999 bis 2009 war der Anteil der erneuerbaren Energien am Bruttoinlandsenergieverbrauch in den EU-27-Staaten bereits von 5 % auf 9,0 % angestiegen. Die Europäische Union verpflichtete sich am 9. März 2007 verbindlich, den Ausstoß von Treibhausgasen bis 2020 um ein Fünftel im Vergleich zu 1990 zu verringern und den Anteil erneuerbarer Energien im Durchschnitt auf 20 % bis 2020 zu erhöhen. Im Januar 2008 beschloss die Europäische Kommission verbindliche Vorgaben für die einzelnen Mitgliedsstaaten. Die Richtlinie 2009/28/EG (Nachfolger der Richtlinie 2001/77/EG) verpflichtet die Mitgliedstaaten zur Festlegung nationaler Richtziele für den Anteil erneuerbarer Energien am Stromverbrauch, wobei den einzelnen Staaten hinsichtlich der Fördersysteme im Einzelnen ausdrücklich freie Hand gelassen wird. Der nationale Zielwert bis zum Jahr 2020 nach der EU-Richtlinie 2009/28/EG war für Deutschland 18 % und für Österreich 34 % des Endenergieverbrauchs durch erneuerbare Energien zu erzielen.
Im Januar 2014 gab die EU-Kommission ein Ziel von 27 Prozent für den Anteil der erneuerbaren Energien am Bruttoendenergieverbrauch der EU im Jahr 2030 an. Im Jahr 2018 erhöhte die EU das Ziel auf 32 % bis 2030. Seither hat sich der Anteil erneuerbarer Energien mehr als verdoppelt und liegt mittlerweile bei weit über 20 %. Im September 2023 wurde das Ziel von 32 % nochmals überarbeitet. Das EU-Parlament verabschiedete ein neues Ziel von 42,5 % bis 2030, während die Mitgliedstaaten ermutigt werden, einen Anteil von 45 % anzustreben.
Im Jahr 2022 lag der Anteil der erneuerbaren Energien am EU-Strommix bei 43,2 % und damit deutlich höher als der Anteil der fossilen Energien (29,0 %). 23 % der Stromerzeugung stammte dabei aus Wind- und Solaranlagen, die maßgeblich für den starken Zuwachs des Ökostromanteils verantwortlich waren, und war damit auch höher als der der Kohle, die weiterhin rückläufig ist.

### Installierte Windkraftleistung
| No | Land                   | 2024    | 2023    | 2020    | 2015    | 2010    | 2005   | 2000   |  |
| -- | ---------------------- | ------- | ------- | ------- | ------- | ------- | ------ | ------ |  |
| –  | EU-27                  | 230.979 | 220.252 | 179.093 | 127.976 | 78.870  | 39.179 | 12.481 |  |
| 1  | Deutschland            | 72.672  | 69.675  | 62.627  | 44.946  | 27.214  | 18.415 | 6.113  |  |
| 2  | Spanien                | 31.180  | 30.569  | 27.264  | 23.025  | 20.676  | 10.028 | 2.235  |  |
| 3  | Frankreich             | 24.383  | 22.777  | 17.949  | 10.358  | 5.660   | 757    | 66     |  |
| 4  | Schweden               | 17.200  | 16.441  | 9.992   | 6.025   | 2.163   | 509    | 231    |  |
| 5  | Italien                | 12.945  | 12.336  | 10.852  | 8.958   | 5.797   | 1.718  | 427    |  |
| 6  | Niederlande            | 11.706  | 11.493  | 6.784   | 3.431   | 2.245   | 1.219  | 446    |  |
| 7  | Polen                  | 10.233  | 9.383   | 6.614   | 5.100   | 1.107   | 83     | 0      |  |
| 8  | Finnland               | 8.357   | 6.943   | 2.586   | 1.001   | 197     | 82     | 39     |  |
| 9  | Dänemark               | 7.612   | 7.562   | 6.180   | 5.064   | 3.752   | 3.128  | 2.417  |  |
| 10 | Portugal               | 5.963   | 5.834   | 5.486   | 5.079   | 3.898   | 1.022  | 100    |  |
| 11 | Belgien                | 5.648   | 5.492   | 4.719   | 2.229   | 911     | 167    | 13     |  |
| 12 | Griechenland           | 5.354   | 5.226   | 4.113   | 2.152   | 1.208   | 573    | 189    |  |
| 13 | Irland                 | 4.861   | 4.802   | 4.351   | 2.486   | 1.428   | 496    | 118    |  |
| 14 | Österreich             | 4.028   | 3.885   | 3.120   | 2.412   | 1.011   | 819    | 77     |  |
| 15 | Rumänien               | 3.150   | 3.100   | 3.029   | 2.976   | 462     | 2      | 0      |  |
| 16 | Litauen                | 1.750   | 1.208   | 548     | 424     | 163     | 48     | 0      |  |
| 17 | Kroatien               | 1.303   | 1.256   | 803     | 387     | 89      | 0      | 0      |  |
| 18 | Estland                | 711     | 376     | 320     | 303     | 149     | 32     | 0      |  |
| 19 | Bulgarien              | 706     | 706     | 691     | 691     | 375     | 10     | 0      |  |
| 20 | Tschechien             | 371     | 351     | 337     | 282     | 215     | 28     | 0      |  |
| 21 | Ungarn                 | 329     | 329     | 329     | 329     | 295     | 17     | 0      |  |
| 22 | Luxemburg              | 214     | 208     | 166     | 58      | 44      | 35     | 10     |  |
| 23 | Zypern                 | 158     | 158     | 158     | 158     | 82      | 0      | 0      |  |
| 24 | Lettland               | 137     | 137     | 66      | 62      | 30      | 27     | 0      |  |
| 25 | Slowakei               | 4       | 3       | 3       | 3       | 3       | 5      | 0      |  |
| 26 | Slowenien              | 3       | 3       | 3       | 3       | 0       | 0      | 0      |  |
| 27 | Malta                  | 0       | 0       | 0       | 0       | 0       | 0      | 0      |  |
| –  | Vereinigtes Königreich | 31.636  | 29.622  | 24.167  | 13.603  | 5.204   | 1.332  | 406    |  |
| –  | Türkei                 | 13.793  | 12.342  | 9.305   | 4.694   | 1.329   |        |        |  |
| –  | Norwegen               | 5.188   | 5.184   | 3.980   | 838     | 441     | 267    |        |  |
| –  | Russland               |         | 2.043   | 905     | 15      | 9       | 0      | 0      |  |
| –  | Ukraine                | 1.947   | 1.902   | 1.314   | 514     | 87      | 77     |        |  |
| –  | Serbien                | 623     | 512     | 374     | 9       | 0       | 0      | 0      |  |
| –  | Montenegro             | 118     | 118     | 118     |         |         |        |        |  |
| –  | Schweiz                | 100     | 101     | 87      | 60      | 42      | 12     |        |  |
| –  | Nordmazedonien         | 73      | 73      | 37      | 37      | 0       | 0      | 0      |  |
| –  | Färöer                 | 71      | 68      | -       | 18      | 0       | 0      | 0      |  |
| –  | Belarus                | 3       | 3       | -       | 3       | 0       | 0      | 0      |  |
| –  | Island                 | 3       | 3       | -       | 3       | 0       | 0      | 0      |  |
| –  | Europa (MW)            | 284.914 | 272.497 | 204.814 | 161.330 | 147.772 | 86.075 | 40.898 |  |

### Photovoltaik
Ende 2023 erreichte die kumulierte Leistung der Solar-PV in der Europäischen Union (EU-27) 256,91 Gigawatt (GW). Zum Vergleich: 2013 lag diese noch bei 79 GW, insgesamt 81,5 GW einschließlich der Nicht-EU-Länder, während 2020 bereits 136,15 GW installiert waren. 2013 erzeugte die Solar-PV in der Europäischen Union 2013 noch mehr als 80 Terawattstunden; bis 2023 verdreifachte sich die Stromerzeugung durch Solar-PV auf 243,5 Terawattstunden.
Obwohl Europa seine absolute Führungsrolle beim Einsatz von Solarenergie zwischenzeitlich verloren hatte, entfielen 2023 dennoch rund 20,2 Prozent der weltweit installierten Photovoltaik auf Europa. Netzgekoppelte Photovoltaikanlagen machen dabei weiter einen sehr großen Teil der Gesamtkapazität aus.